# Mihovil Gattin
Mihovil Gattin (Trogir, 8. svibnja 1858. ‒ Brescia, 23. lipnja 1925.), hrvatski katolički svećenik, isusovac, misionar i duhovni pisac.
Zajedno s Josipom Kundekom i Enricom Bontempom smatra se pionirom misionarskoga djelovanja za Hrvate u Sjedinjenim Američkim Državama.

## Rad u Europi
Mihovil Gattin rodio se u Trogiru 1858., a gimnaziju je pohađao u Splitu, a studij teologije završio je u Zagrebu. Najprije je predavao u gimnazijama diljem Hrvatske kako bi 1880. godine bio primjen u isusovački red, a novicijat je započeo u Valenciji gdje studira filozofiju. Potom predaje filozofiju u dubrovačkoj gimnaziji, a zatim odlazi na studij teologije u Krakovu gdje je i 1889. zaređen.:107 Od 1891. do 1895. predaje u mnogim Hrvatskim gimnazijama kada se počinje baviti misionarskom djelatnošću na prostoru Dalmacije, pogotovo na prostoru Zadarske nadbiskupije. U to vrijeme promiče pobožnost Srca Isusova, osniva razne humanitarne udruge te piše u raznim časopisima.

### Misionarski rad u SAD-u
Kao misionar u Sjedinjenim Američkim Državama djeluje od 1908. do 1913. godine u Kaliforniji gdje skrbi za hrvatske iseljenike. Svake godine posjećuje mjesta u istočnim saveznim državma gdje žive hrvatske obitelji te im pomaže. Tijekom tih godina zapisuje način života Hrvata te daje opise gradova koje posjećuje, a sve su njegove zapise objavljivali isusovci u Veneciji u zborniku Ettere edificancti. Gattin zapisuje i hrvatska mjesta odakle su stizali iseljenici pa tako napominje kako u San Pedru žive doseljenici s Hvara i Visa, a u Jacksonu ima Srba.  Tijekom 1908. posjećuje zatvor San Quentin gdje razgovara sa zatvorenicima hrvatskog podrijetla, a tijekom boravka u Washingtonu određeni su ga političari optužili da je pobjegao iz tog zatvora. 1910. godine odlazi na Aljasku gdje posjećuje Hrvate koji rade u tamošnjim rudnicima te piše o strašnim uvjetima rada koji su tamo vladali. Prije povratka u Europi Gattin je djelovao još i u Rathbunu u državi Iowa:111-112
Ubrzo nakon povratka u Europu, Gattin odlazi u audijenciju papi Piju X. kako bi ga zamolio da u Ameriku pošalje hrvatske franjevce jer je isusovaca bilo premalo za brigu oko hrvatskih iseljenika. U Padovi, Splitu, Krku, Trstu i Brescii nastavlja s misionarskim i dušobrizničkim radom te umire u Brescii 1925. godine.:108

### Popis djela[3]
- Put k Srcu Isusovu (1895.)
- Pobožnost Presvetom Srcu Isusovom (1897.)
- Kratka devetnica na Pobožnost Srca Isusova (1898.)
- Što su isusovci? (1899.)
- Cvijeće Srca Isusova (1900. – 1901.)
- Uspomena Svetog Poslanja (1902.)